# Herzlichst, Mireille
Albums de Mireille Mathieu
Bonjour Mireille
(2004) Reader's Digest Musik - Meine Welt ist die Musik
(2007)
Herzlichst, Mireille est une compilation allemande de la chanteuse française Mireille Mathieu sortie en Allemagne en septembre 2006 chez Ariola. Constituée de deux CD, cette compilation regroupe de grands succès de Mireille en Allemagne comme An einem Sonntag in Avignon, Hinter den Kulissen von Paris, La Paloma ade ou encore Der pariser Tango mais aussi des chansons inédites en CD comme Glauben, Doch ich habe dich geliebt ou Paris vor hundert Jahren.

## Titres de la compilation
| 1.                             | Goodbye my love, verzeih my love (avec Florian Silbereisen) | Ralph Siegel, Richard Palmer-James, Bernd Meinunger             | 3:52 |
| 2.                             | Hinter den Kulissen von Paris                               | Christian Bruhn, Georg Buschor                                  | 2:32 |
| 3.                             | Martin                                                      | Christian Bruhn, Georg Buschor                                  | 2:58 |
| 4.                             | Tarata-Ting, Tarata-Tong                                    | Christian Bruhn, Georg Buschor                                  | 3:03 |
| 5.                             | An einem Sonntag in Avignon                                 | Christian Bruhn, Georg Buschor                                  | 3:19 |
| 6.                             | Es geht mir gut, Chéri                                      | Christian Bruhn, Georg Buschor                                  | 2:49 |
| 7.                             | Ganz Paris ist ein Theater                                  | Christian Bruhn, Georg Buschor                                  | 3:30 |
| 8.                             | Der pariser Tango                                           | Christian Bruhn, Georg Buschor                                  | 2:49 |
| 9.                             | Akropolis Adieu                                             | Christian Bruhn, Georg Buschor                                  | 3:27 |
| 10.                            | Korsika                                                     | Christian Bruhn, Georg Buschor                                  | 2:38 |
| 11.                            | Hans im Glück                                               | Christian Bruhn, Georg Buschor                                  | 2:55 |
| 12.                            | Roma, Roma, Roma                                            | Christian Bruhn, Georg Buschor                                  | 3:17 |
| 13.                            | La Paloma ade                                               | Sebastian Yradier, Christian Bruhn, Georg Buschor               | 3:50 |
| 14.                            | Der Zar und das Mädchen                                     | Traditionnel, Christian Bruhn, Georg Buschor                    | 2:58 |
| 15.                            | Aloa-he                                                     | Traditionnel, Christian Bruhn, Georg Buschor                    | 3:27 |
| 16.                            | Walzer der Liebe                                            | Traditionnel, Christian Bruhn, Georg Buschor                    | 3:30 |
| 17.                            | Santa Maria                                                 | Christian Bruhn, Günther Behrle                                 | 3:38 |
| 18.                            | Together We're Strong (avec Patrick Duffy)                  | Ralph Siegel, Richard Palmer-James                              | 3:55 |
| 19.                            | Sur le pont d'Avignon                                       | Traditionnel, Georg Buschor                                     | 2:41 |
| 20.                            | Une place dans mon cœur                                     | Julien Melville, Patrick Hampartzoumian                         | 3:50 |
| 21.                            | Meine Träume                                                | Christian Bruhn, Georg Buschor                                  | 2:49 |
| 22.                            | Klaus                                                       | Christian Bruhn, Georg Buschor                                  | 2:09 |
| 23.                            | Die größte Schau der Welt - La Musique                      | Christian Bruhn, Georg Buschor                                  | 3:13 |
| 24.                            | Paris vor hundert Jahren                                    | Christian Bruhn, Georg Buschor                                  | 3:23 |
| 25.                            | Danse la France                                             | Eddy Marnay, Don Costa                                          | 3:00 |
| 26.                            | Il a neigé sur Mykonos                                      | Alain Morisod, Eddy Marnay                                      | 3:09 |
| 27.                            | Doch ich habe dich geliebt                                  | W. Thompson, M. James, J. Christopher, Michael Kunze            | 3:49 |
| 28.                            | Où est l'amour                                              | Claude Lemesle, Roland Kaiser, N. Hammerschmidt, J. Heider (de) | 3:16 |
| 29.                            | Arc de Triomphe                                             | Candy Rouge, Fred Schreier, Michael Kunze                       | 4:42 |
| 30.                            | Weites Land                                                 | Michael Hoffmann, Bernd Meinunger                               | 4:00 |
| 31.                            | Glauben                                                     | Hermann Weindorf, Bernd Meinunger                               | 4:39 |
| 32.                            | Wir sind alle Kinder Gottes                                 | Ralph Siegel, Bernd Meinunger                                   | 3:20 |
| 33.                            | Mon amour (In den Armen deiner Zärtlichkeit)                | Clarke, Bernd Meinunger                                         | 3:19 |
| 34.                            | Der Wein aus Saloniki                                       | Christian Bruhn, Günther Behrle                                 | 3:06 |
| 35.                            | Es wird Tag                                                 | Christian Bruhn, Günther Behrle                                 | 2:45 |
| 36.                            | Der Weg der Liebe                                           | Christian Bruhn, Suzanne Doucet                                 | 3:26 |
| 37.                            | Rien de l'amour                                             | Louis Cote, Sophie Nault                                        | 3:21 |
| 38.                            | Un peu d'espérance                                          | Francis Lai, Patrice Guirao                                     | 4:10 |
| 2 heures 7 minutes 39 secondes |                                                             |                                                                 |      |